# Municipio de Culdrum
El municipio de Culdrum (en inglés: Culdrum Township) es un municipio ubicado en el condado de Morrison en el estado estadounidense de Minnesota. En el año 2010 tenía una población de 487 habitantes y una densidad poblacional de 5,55 personas por km².

## Geografía
El municipio de Culdrum se encuentra ubicado en las coordenadas 45°58′56″N 94°35′16″O / 45.98222, -94.58778. Según la Oficina del Censo de los Estados Unidos, el municipio tiene una superficie total de 87.69 km², de la cual 87,1 km² corresponden a tierra firme y (0,68 %) 0,6 km² es agua.

## Demografía
Según el censo de 2010, había 487 personas residiendo en el municipio de Culdrum. La densidad de población era de 5,55 hab./km². De los 487 habitantes, el municipio de Culdrum estaba compuesto por el 97,74 % blancos, el 0,21 % eran afroamericanos, el 0,21 % eran amerindios, el 0,41 % eran asiáticos, el 0,62 % eran de otras razas y el 0,82 % eran de una mezcla de razas. Del total de la población el 2,05 % eran hispanos o latinos de cualquier raza.